# Ectropothecium dixonii
Ectropothecium dixonii är en bladmossart som beskrevs av Fleischer och Hugh Neville Dixon 1916. Ectropothecium dixonii ingår i släktet Ectropothecium och familjen Hypnaceae. Inga underarter finns listade i Catalogue of Life.